# 바른

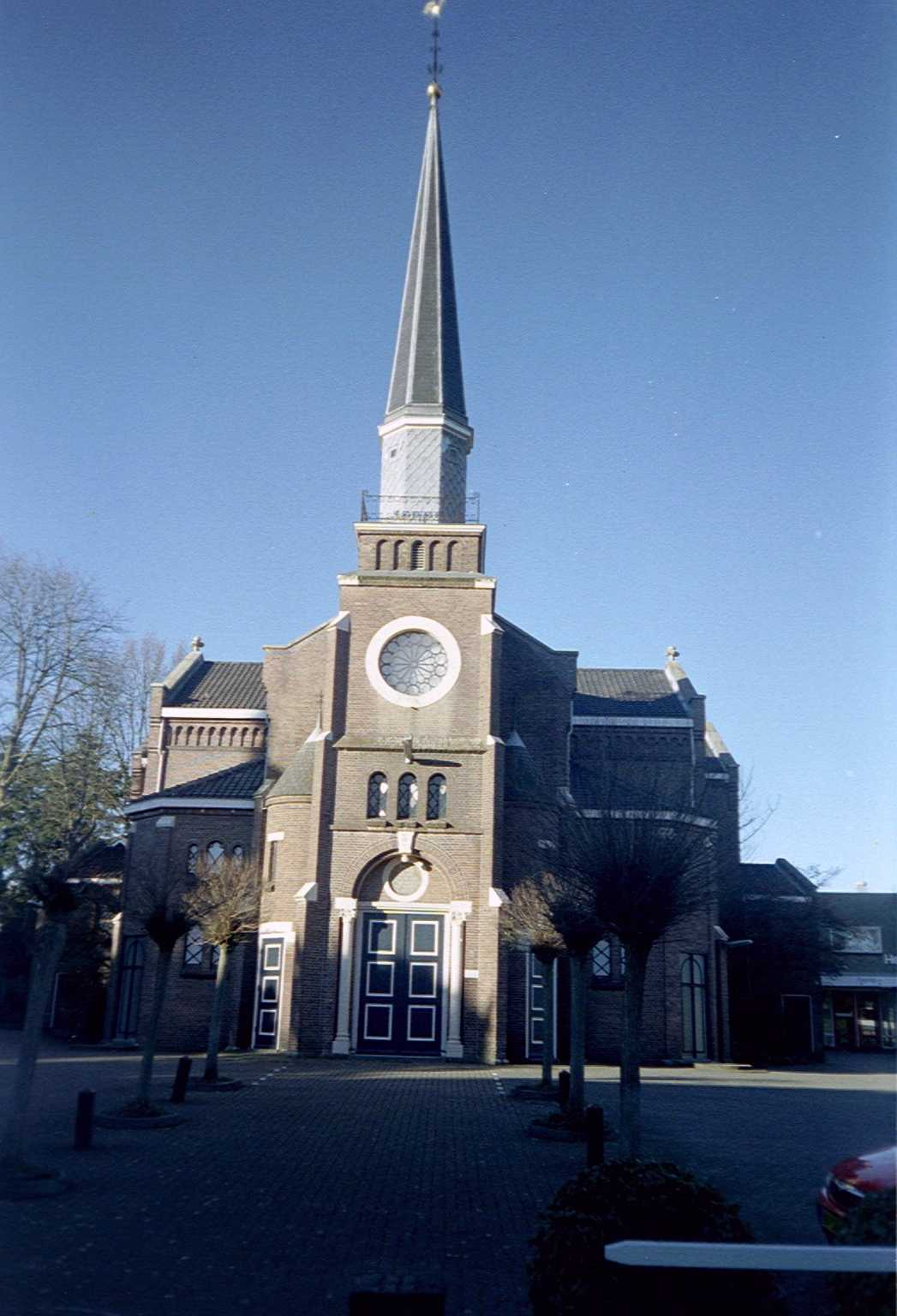
바른

바른의 위치

바른(네덜란드어: Baarn)은 네덜란드 위트레흐트주의 도시로 면적은 33.01km2, 높이는 6m, 인구는 24,373명(2014년 5월 기준), 인구 밀도는 749명/km2이다. 네덜란드의 옛 국왕인 베아트릭스 여왕의 출생지이기도 하다.

시기
시 문장